# Dora Kallmus
Dora Kallmus (Viena, 1881-28 de octubre de 1963), también conocida como Madame D'Ora, fue una fotógrafa de austriaca de moda y retrato, siendo la primera mujer que desempeñó este oficio en pleno siglo XX y con una fuerte carga política en su obra. Introdujo numerosas novedades en el lenguaje fotográfico de estos campos. 

## Vida

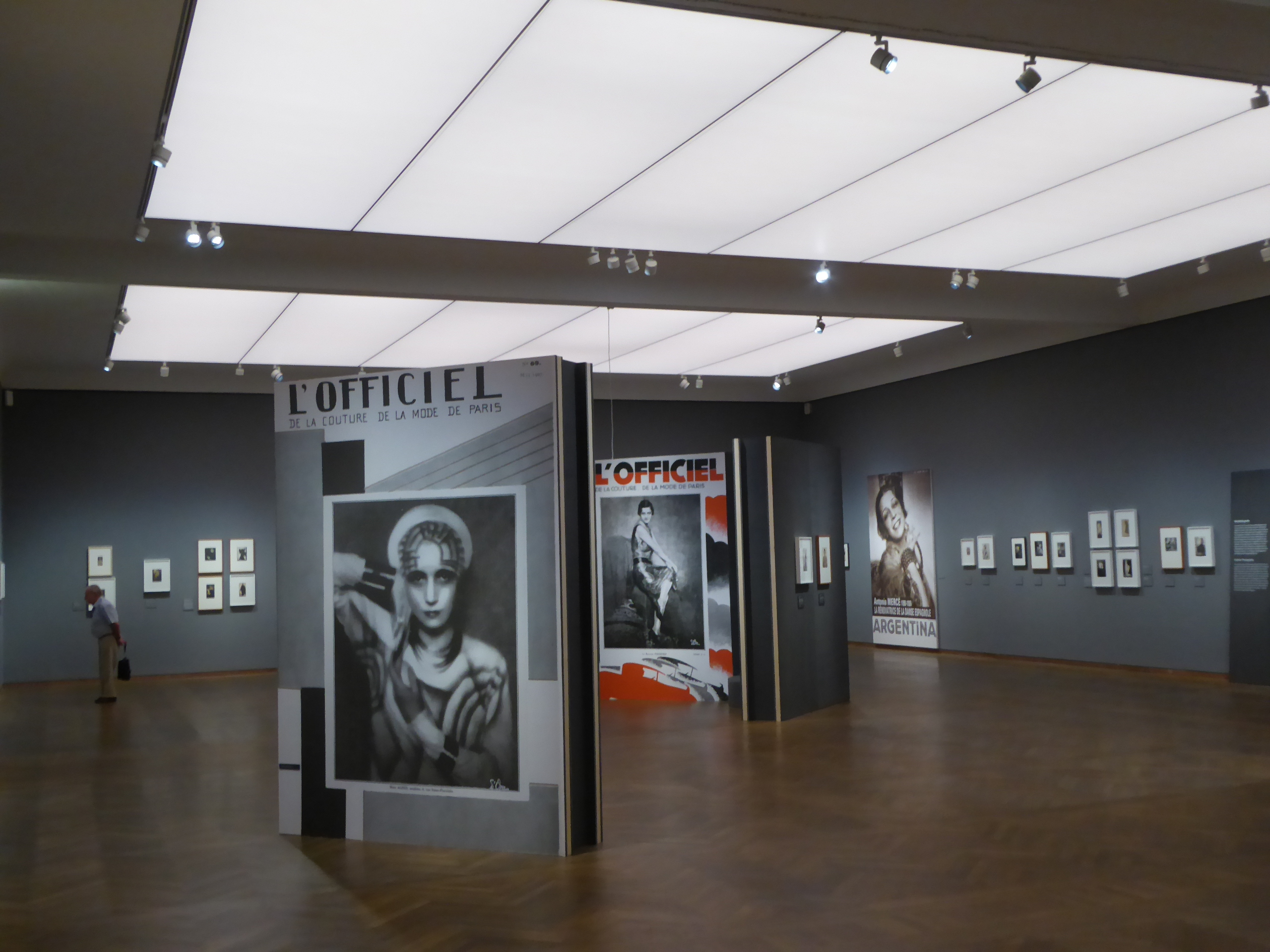
Exposición de Dora Kallmus (Madame D'Ora) en el Museo Leopold, MuseumsQuartier, Viena, Austria, septiembre de 2018.

Nacida como Dora Philippine Kallmus en Viena en 1881, proviene de una familia de abogados judíos. Fue la primera mujer en ser admitida tanto en la Sociedad Fotográfica de Viena en 1905, como en los cursos de teoría en el Graphische Lehr- und Versuchsanstalt (Instituto de Formación Gráfica). Realizó parte de su aprendizaje en el estudio de Nicola Perscheid en Berlín, donde hizo amistad con su ayudante Arthur Benda, quien se encargaría de aspectos más técnicos, dejando a Kallmus la vertiente más creativa. Con el tiempo, pasó a ser una de las artistas intelectuales femeninas europeas más importantes del siglo XX. 
En 1907, abrió un estudio de fotografía con Benda en Viena llamado Benda-D'Ora Estudio. El nombre se basa en el seudónimo "Madame d'Ora", el cual utilizará profesionalmente. Fue en este momento cuando se especializó en retrator y fotografía en el ámbito de la moda. El éxito que alcanzó su estudio hizo que este se volviese lugar de encuentro de la élito intelectual y de la moda, con celebridades de la talla de Colette. La galería tuvo tanto éxito que abrieron otro estudio en París en 1924, gracias a la popularidad conseguida entre los aristócratas. Tres años más tarde deja Viena para ir París. En París, será reconocida por su fotografía de moda y sociedad durante la década de 1930 y 1940. Algunas de las personas que retrató fueron Josephine Baker, Tamara de Lempicka, Alban Berg, Niddy Impekoven, Maurice Chevalier, Colette, y otros bailarines, actores, pintores, y escritores.
Cuando los alemanes invadieron Francia huyó a un convento en el campo y vendió su estudio en París. A pesar de su conversión, sus orígenes eran judíos, lo que la llevó a enclaustrarse en La Lanvese mientras perdía a numerosos miembros de su familia. Regresó a París a finales de 1946 y reabrió su estudio. En 1959 se vio envuelta en un accidente de tráfico que la dejó inválida. Murió en Frohnleiten, Steiermark, en su Austria natal, en 1963.

## Obra
En 1907 estableció su propio estudio con Arthur Benda en Viena llamado Atelier d'Ora o Madame D'Ora-Benda.  El nombre se basó en el seudónimo de "Madame d'Ora", que usaba profesionalmente. Estuvo representada por la Photo Agency Schostal (Agente Schostal), y fue su intervención la que salvó al propietario de la agencia tras su detención por los nazis, permitiéndole huir a París desde Viena. Empezó su obra retratando a amigos y miembros de su círculo social, grupo que poco a poco se fue ampliando tras una exposición suya (1909) que levantó una oleada de elogios y alabanzas a su estilo. Madame d’Ora obtuvo también mucho reconocimiento al exponer con Gustav Klimt y Egon Schiele. Este círculo de figuras que retrataba se fue abriendo y llegó a personalidades como Josephine Baker, Colette, Pablo Picasso, Channel y el ya mencionado Gustav Klimt, además de la aristocracia austríaca o retratos de los Habsburgo, capturando la coronación del emperador Carlos I en Austria (1916). Su fotografía se mantuvo próxima a las vanguardias del momento. D'ora y Benda trabajaron en un estudio de verano de 1921 a 1926 en Carlsbad, Alemania, y en 1925 abrieron otra galería en París.
En su trayectoria artística la moda tuvo una importancia capital. Con su traslado de Viena a París (1925) cambió el objetivo de su cámara del glamur vienés a la alta costura parisina. Mantuvo lazos estrechos con Cristóbal Balenciaga (quien le mandaba a sus modelos antes de los desfiles para que las fotografiase), Madame Agnès y grandes editores de revistas femeninas, como Vogue París, Vanity fair y Tatler. Llegó a ser incluso fotógrafa titular de L’Officiel.
Su producción artística se vio interrumpida por la invasión nazi de París en 1940, cuando cerró el estudio y huyó a Ardèche, al sureste de Francia. Tras la liberación del país 1944, regresó a la capital donde clientes adinerados suyos la buscaron. Este evento histórico, al igual que en los artistas del momento, marcó un punto de inflexión en su obra, pues se vio otro viraje más en su producción artística, pero esta vez uno más oscuro.
Por encargo de la ONU estuvo retratando a desplazados y refugiados en una monumental serie fotográfica. Entre los años 1949 y 1958 se dio lugar lo que ella consideró su gran trabajo final: recorriendo los mataderos de París elegantemente vestida, estuvo fotografiando los restos de animales muertos, charcos de sangre y partes sueltas de sus cuerpos. Alabada por muchos artistas del momento, ¿cómo es que su obra y figura cayeron en el olvido?
Tras su muerte en 1963, todo su patrimonio acabó en manos de un coleccionista privado alemán, por lo que no había constancia pública de ella. Fue en los años 80 cuando se descubrió una partida de 5.000 fotos de la artista lo que permitió que poco a poco fuese posible reconstruir la trayectoria de una carrera con un imaginario tan amplio y destacable.
Siendo la fotógrafa de moda más política de la historia, se puede destacar de su obra el estilo relajado e íntimo que la artista tenía, rompedor y radical en el momento. Sus innovaciones en el estilo de retratar a sus objetivos las trajo a la fotografía comercial y ayudó a impulsar este campo hasta ser una profesión que pudiesen desempeñar las mujeres. Se calcula que entre su abundante producción hay unas 200.000 fotografías. Dora Callmus y otros fotógrafos de estudio utilizaron varios efectos técnicos en su trabajo.  Son típicos, en particular, los deslumbramientos y los contornos borrosos.  Tales técnicas fueron características del movimiento pictorialista, también llamado fotoimpresionismo.  Sus adherentes se esforzaron por una imagen que imitase la de la pintura.

## Otras lecturas
- Faber, Monica. Madame d'Ora: Viena and París, 1907-1957, the Photography of Dora Kallmus. Vassar College (1987). ISBN 978-0-916663-02-5.